# Giulio Savorgnan
Giulio Savorgnan (Osoppo, 11 novembre 1510 – Venezia, 15 luglio 1595) è stato un ingegnere italiano.

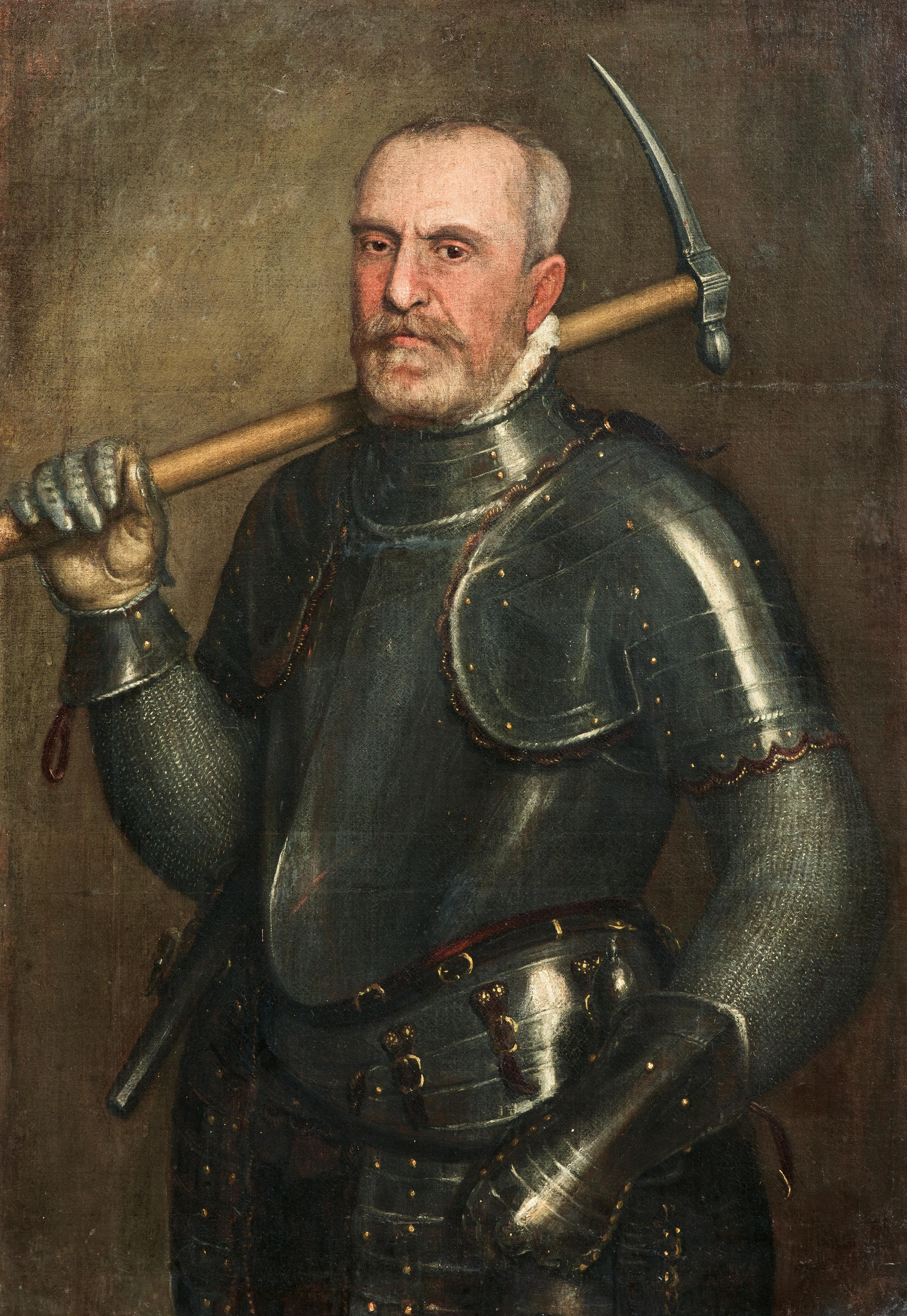
Giulio Savorgnan

Appartenente alla omonima nobile famiglia friulana, è stato un ingegnere militare e general d'altegliaria della Repubblica di Venezia.

## Candia
Savorgnan iniziò la sua attività con la ricostruzione della cinta muraria di Candia (città principale dell'isola di Creta) che venne ristrutturata soprattutto dalla parte del mare dove era più probabile che i Turchi attaccassero la piazzaforte. Savorgnan corresse la fortificazione avvicinando i baluardi e accorciando le cortine e rendendole più larghe e piane. Sui baluardi furono ricavate piazzole per i cannoni ed il fossato venne allargato. I terrapieni furono rafforzati.

La ristrutturazione delle mura di Candia si concluse nel 1566.

## Nicosia

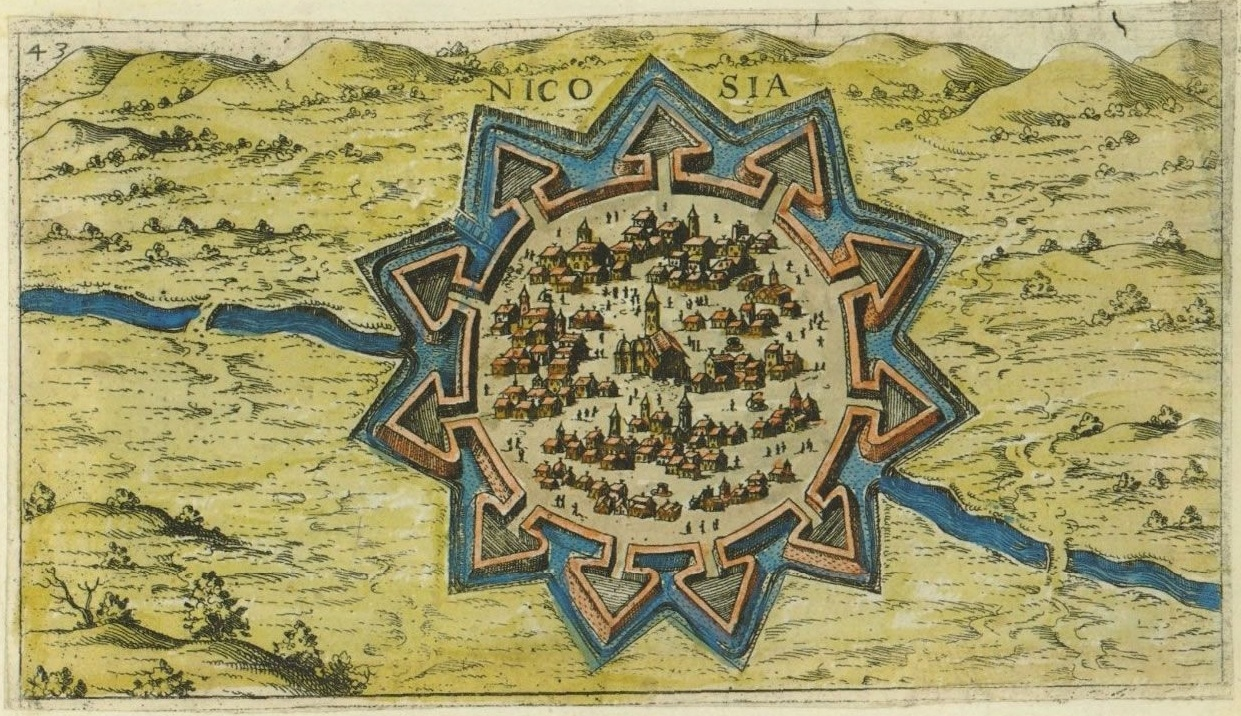
Nicosia in una stampa del Cinquecento

Tra il 1567 ed il 1568 progettò la nuova fortificazione  di Nicosia sull'isola di Cipro e sovrintese alla sua costruzione. Dopo la demolizione delle vecchie mura risalenti ai tempi delle Crociate la nuova cinta muraria fu dotata di undici baluardi. Essi sono ancora oggi in gran parte ben conservati e danno alla città vecchia una forma stellare. Le mura, anche in questo caso ben adattate all'uso dell'artiglieria hanno tre sole porte di accesso a Nord (porta di Kyrenia), ad Ovest (Porta di Paphos) e ad Est (porta di Famagosta).
 
Il fiume Pedieos che scorreva attraverso la città fu deviato all'esterno ed usato per riempire il nuovo fossato.

Per le mura di Nicosia Savorgnan inventò il sistema del mezzo rivestimento
 
che grazie ad un muro non più alto del ciglio di sparo sui parapetti consentiva di puntare all'attaccante offrendo il minimo bersaglio. Savorgnan lo spiega così: "essendo ch'un baluardo non può veder né diffendere la fronte dell'altro ch'è error mortale".

## Il canale
Attorno al 1592 Savorgnan, ormai ottantaduenne e divenuto Soprintendente generale delle fortezze propose di realizzare un canale navigabile che raccogliendo le acque del Ledra e in parte del Tagliamento passasse da Udine e arrivasse al mare attraverso la sua Palmanova. Tale progetto non venne mai realizzato.

## Palmanova

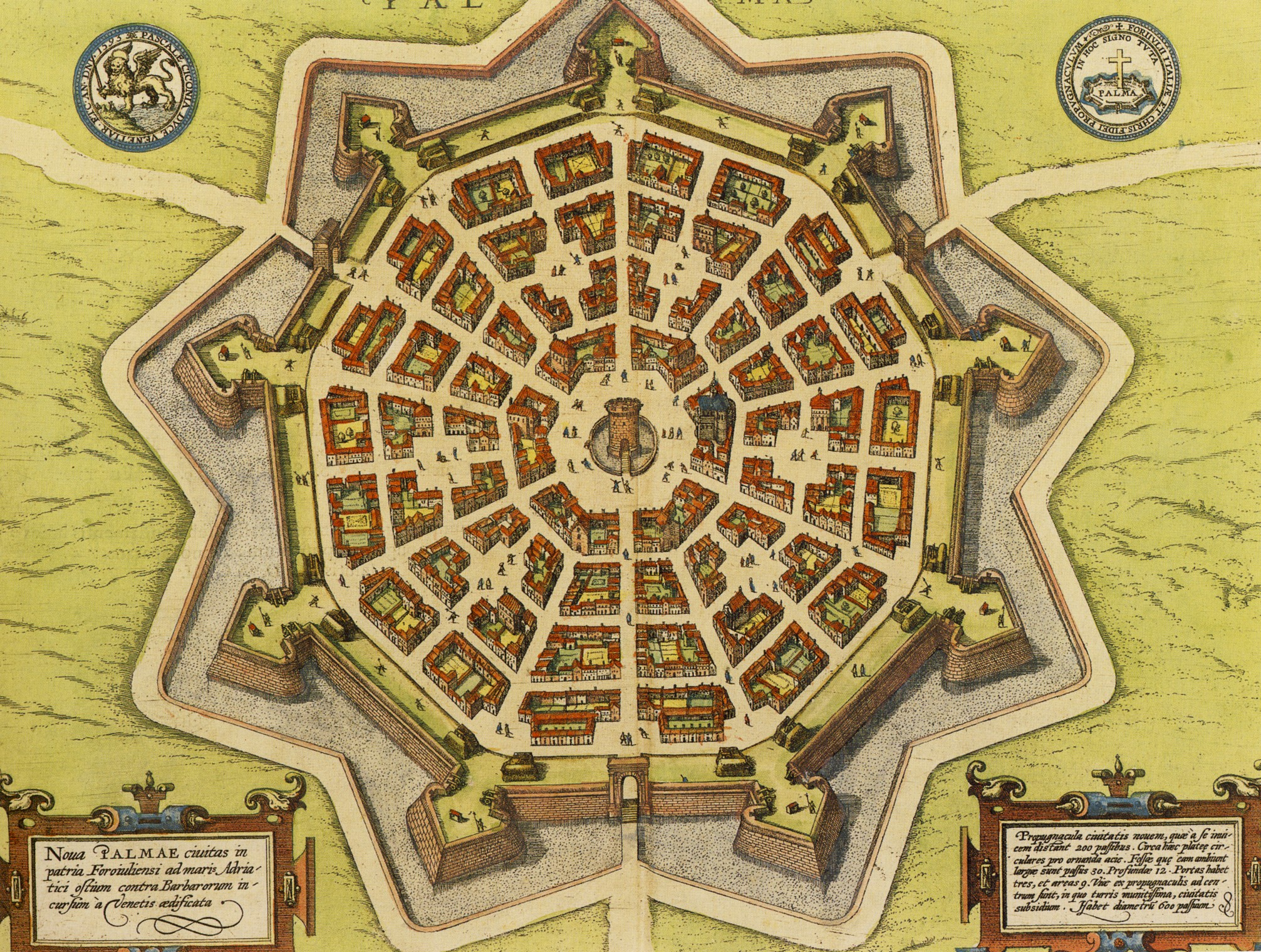
Mappa del '600 raffigurante la fortezza di Palmanova

Savorgnan fu chiamato nel 1593 dalla Serenissima Repubblica a costruire una nuova fortezza presso la cittadina di Palme (Palma) che assunse poi il nome di Palmanova. 
Già nel 1553 Savorgnan in una sua lettera a Domenico Bollani, vescovo di Brescia spiegava che il lato est della repubblica restava scoperto perché la fortezza di Gradisca, costruita nel 1479, era dal 1511 in mano agli Austriaci e concludeva che non vi fosse  dubbio alcuno che tra Gorizia e Gradisca è la gran porta per chi viene in Italia sia per i Turchi come per i Todeschi. Il pretesto per la costruzione della nuova fortezza fu quello della difesa contro i Turchi con l'intento non dichiarato di tenere a bada soprattutto gli Austriaci. 

Palmanova doveva inizialmente essere dotata di undici baluardi ma motivi economici ne ridussero il numero a soli nove. La forma che ne deriva è quindi un poligono regolare a 18 angoli.
La fortezza di Palma, detta successivamente "la nuova" rappresenta un ottimo esempio di architettura di fortezza a stella e si basa anche sull'utopia della città ideale che a partire dal Cinquecento interessò le tendenze urbanistiche rinascimentali. 
Palmanova fu dunque la fortezza perfetta, tanto perfetta che non venne mai usata per il suo scopo, ma servì solo come deterrente. Lo stesso Savorgnan ne era cosciente, tanto che la descrisse come un stecho negli occhi dei nemici. 
Anche Palmanova, come Nicosia, fu dotata di tre sole porte monumentali che consentono l'accesso da Aquileia (costruita nel 1598), Udine e Cividale (terminate nel 1605).

## Scritti
Savorgnan completò nel 1594 Venticinque regole per la fortificazione basandolo su precedenti suoi scritti. Tale breve trattato che fu rinvenuto tra le carte di Galileo Galilei (studioso di arte militare ed autore di Breve Istruzione sull'architettura Militare) è direttamente legato alla costruzione di Palmanova.